# Luniz
Luniz est un groupe de hip-hop américain, originaire d'Oakland, en Californie. Le groupe publie son premier album, Operation Stackola, en 1995. Il se sépare en 2002 peu après la publication de son troisième album, Silver and Black.

## Biographie
Luniz est formé en 1993 à Oakland, en Californie. Le duo est principalement connu pour leur tube classé multi-disque de platine I Got 5 on It, dont deux versions apparaissent sur son premier album Operation Stackola, publié le 4 juin 1995 et classé 22e au Billboard 200,. Ce titre lui offre un succès international en 1995 et il est nommé pour un Grammy Award en 1996.
Luniz devait collaborer au projet One Nation de Tupac Shakur, mais en raison de la mort de ce dernier, le projet n'a jamais abouti. Le 28 octobre 1997, le groupe publie son deuxième album, Lunitik Muzik. Il atteint la 34e du Billboard 200. Le groupe publie son troisième album, Silver and Black, le 13 août 2002, classé 53e des R&B Albums. La même année, le groupe se sépare.

## Discographie

### Albums studio
- 1995 : Operation Stackola
- 1997 : Lunitik Muzik
- 2002 : Silver and Black
- 2005 : We Are The Luniz

### Compilations
- 1997 : Bootlegs and B-Sides
- 2005 : Greatest Hits
- 2015 : High Timez

### Singles
- 1995 : I Got 5 on It (featuring Michael Marshall)
- 1995 : Playa Hata
- 1997 : Jus Mee and U
- 1998 : Hypnotized
- 2002 : Oakland Raider
- 2002 : A Piece of Me (featuring Fat Joe et Joshua T)